# Kevin Tod Smith
Kevin Tod Smith (Auckland, Nova Zelândia, 16 de março de 1963 - Pequim, República Popular da China, 15 de fevereiro de 2002), foi um ator neozelandês, mais conhecido por seu papel como Ares nas séries de TV Xena: Warrior Princess e Hercules: The Legendary Journeys.

## Vida pessoal
Nascido em Auckland, onde viveu o início de sua infância, Kevin mudou-se com a família para a pequena cidade rural de Timaru, sul da Nova Zelândia, quando tinha apenas 11 anos. Durante o segundo grau, ele começou a tocar em bandas de rock, e não aspirava à carreira de ator. Smith tinha paixão por rugby, e o seu sonho era jogar pelos All Blacks, o time de rugby de seu país. 
Aos 17 anos mudou-se para Cristchurch e teve vários empregos para pagar seu aluguel antes de ir para a faculdade de Cantuária quando completou 20 anos de idade. Smith casou com sua amada de infância, Sue, e caiu no curso de literatura teatral por acidente, quando sofreu uma contusão jogando rugby em 1987. Foi forçado a ficar no banco por aproximadamente três semanas e durante este período, Sue viu uma chamada para o elenco de uma companhia de teatro itinerante com o espetáculo Are You Lonesome Tonight, um musical tributo a Elvis Presley, no qual então Kevin marcou um teste de audição. Ele ganhou o papel de um dos guarda-costas e foi aos ensaios para protagonizar.
Em 2002, Kevin Tod Smith estava checando os sets de um estúdio quando caiu de uma torre. Sofreu uma queda de vários metros até uma base de concreto, aparentemente batendo com a cabeça várias vezes, e estava semi-consciente quando foi levado para o hospital local. De lá ele foi transferido para o hospital em Beijing, onde entrou em coma profundo. Robert Bruce disse que o ator estava mostrando sinais de recuperação, mas quatro dias após o acidente seu corpo entrou em choque e morreu.

## Carreira

### Como ator
Aos 24 anos, Kevin chocou-se com a corte do teatro de Cristchurch para tornar-se um novo jovem protagonista e assim ele passou os três anos seguintes no palco. Enquanto atuava como Staley na produção de Um bonde Chamado Desejo, ele fez um teste para os produtores de uma telenovela de sucesso, e ganhou o papel de cafajeste charmoso Demien Vermeer e mudou-se para Auckland, para atuar no final da temporada. Depois deste papel ele atuou como, o sujeito arquétipo de Kiwi, no quadro do programa de humor Away Laughing.
Smith foi atuar em produções do Mercuy Theater como, Let’s do it Rose, Tattoo, Ladies Night e Lalled Angels, antes de representar outro mau garoto no drama de Martin Bay. Sua participação na série completou duas temporadas e rendeu a ele o prêmio de melhor ator coadjuvante em 1995. Sua amizade com os produtores Sam Raimi e Robert Tapert lhe garantiu o papel de Ares nas séries Xena: Warrior Princess e Hercules: The Legendary Journeys, esses papéis duraram mais de seis anos, transformando Smith um ídolo internacional.
Considerado um dos mais populares e exímios atores da Nova Zelândia, Smith tinha uma impressionante lista de créditos no cinema, teatro e televisão. Ele já tomou parte em hits televisivos, passando de Othelo para Um Bonde Chamado Desejo, Cabaret, Glengary Glen Ross, além de Into the Woods. Sua participação no cinema ainda incluiu o drama Desperate Remedies, o qual ganhou a atenção de vários festivais de cinema Europeu, incluindo Cannes. 

### Como cantor
Kevin também tocou em bandas do cenário alternativo de sua região, e foi um dos vocalistas do Wild Lapels, uma banda local que inspirou uma devota gama de adeptos no campo das apresentações das piores músicas das década de 1970, tais como Take a Letter, Maria, Tell Laura, I Love Her e Billy, Don't Be a Here, que qualificam o repertório do grupo sobre as letras ruins que não melhoraram com o tempo. 

## Filmografia

### Papéis de destaque
| Ano       | Título                                                               | Papel              |
| 1987      | Gloss                                                                |                    |
| 1991      | Mon Desir                                                            |                    |
| 1991      | Away Laughing                                                        | Various Characters |
| 1992      | Shortland Street                                                     | Jed                |
| 1993      | Desperate Remedies                                                   | Lawrence Hayes     |
| 1994      | Kevin Rampenbacker And The Electric Kettle                           |                    |
| 1994      | Marlin Bay                                                           | Paul Cosic         |
| 1994      | Heartland                                                            | Shorty Carmichael  |
| 1995      | Hercules: The Legendary Journeys                                     | Ares/Iphicles      |
| 1995-2001 | Xena: Warrior Princess                                               | Ares               |
| 1996      | McLeod's Daughters                                                   | Rod                |
| 1998      | Young Hercules                                                       | Ares               |
| 1998      | Flatmates                                                            |                    |
| 1998      | Hercules and Xena - The Animated Movie: The Battle for Mount Olympus | Ares               |
| 1998      | Young Hercules                                                       | Ares,Pellas        |
| 1999      | Channelling Baby                                                     | Geoff              |
| 1999      | Lawless                                                              | John Lawless       |
| 2000      | Lawless: Dead Evidence                                               | John Lawless       |
| 2000      | Jubilee                                                              | Max Seddon         |
| 2001      | Meeting                                                              | Wallace Greenway   |
| 2001      | Lawless: Beyond Justice                                              | John Lawless       |
| 2002      | Warriors of Virtue: The Return to Tao                                | Dogon              |
| 2003      | Riverworld                                                           | Valdemar           |

### Participações menores
| Ano  | Título                        | Papel          |
| 1996 | Naked: Stories of Men         | Ted            |
| 1996 | City Life                     | Damon South    |
| 1996 | City Life                     | Damon South    |
| 1997 | Wildside                      | Lenny Maddox   |
| 1998 | F/X: The Series               | Ricky Delacruz |
| 1998 | Wildside                      | Lenny Maddox   |
| 1999 | Wildside                      | Lenny          |
| 2000 | Guess Who's Coming to Dinner? | Ele mesmo      |